# George Anderson (Fußballspieler, 1878)
George „Geordie“ Anderson (* 29. September 1878 in Dreghorn; † 20. Mai 1930 in Kilmarnock) war ein schottischer Fußballspieler auf der Position des Mittelläufers. Er spielte einmal für die schottische Fußballnationalmannschaft und stand mit dem FC Kilmarnock im schottischen Pokalfinale von 1898.

## Karriere
George Anderson spielte den Großteil seiner Karriere im Südwesten Schottlands für den FC Kilmarnock. Anderson erreichte mit den Killies das schottische Pokalendspiel von 1898, das gegen die Glasgow Rangers verloren wurde. Im selben Jahr wurde er mit dem Verein Zweitligameister. Anderson bestritt sein letztes Spiel für Kilmarnock am 4. Januar 1909 (0:4 gegen Third Lanark), früher in der Saison wurde dem altgedienten Spieler ein Benefizspiel zuteil.
Im Jahr 1901 absolvierte Anderson ein Länderspiel für Schottland während der British Home Championship 1900/01 gegen Irland das 11:0 endete. Es bis heute der höchste Sieg der schottischen Nationalelf. In den Jahren 1901 (gegen Irland) und 1902 (gegen England) repräsentierte er zudem die Scottish Football League in Ligavergleichen.

## Erfolge
mit dem FC Kilmarnock:
- Zweitligameister: 1898, 1899